# Kawakami (Nagano)
Kawakami (川上村?) è un villaggio giapponese della prefettura di Nagano.